# Joyce Dunbar
Joyce Dunbar (* 6. ledna 1944 Scunthorpe) je anglická spisovatelka věnující se převážně dětské literatuře. Narodila se ve městě Scunthorpe ve východní Anglii. Studovala na londýnské Goldsmiths College a rovněž se věnovala herectví v divadle. Později pracovala jako učitelka a svou první knihu nazvanou Jugg vydala v roce 1980. Později napsala několik desítek dalších knih. V roce 1998 projela na kole Kubu za účelem získání financí pro nadaci National Deaf Children's Society. Její dcera Polly Dunbar je rovněž spisovatelka.